# أومودا
أومودا (بالإنجليزية: Omoda)‏ هي علامة تجارية لشركة تصنيع السيارات الصينية شيري والتي ظهرت لأول مرة في عام 2022. تم طرح العلامة التجارية لأول مرة في روسيا وكازاخستان في أكتوبر 2022، وكان طراز أومودا سي 5 هو الطراز الأول لها. السيارة عبارة عن نموذج مُعاد تسميته من شيري أومودا 5 كروس.
أومودا إلى جانب جايكو هما علامتان تجاريتان لشيري يتم تسويقهما خارج الصين فقط لدعم استراتيجية التصدير الخاصة بها. في بعض الأسواق، تشترك العلامة التجارية في نفس التجار مع علامة شيري التجارية، وفي معظم الحالات تشترك في نفس التجار مع جايكو.
وبحسب شيري، فإن حرف "أو" من "أومودا" مشتق من كلمة "أوكسجين"، بينما كلمة "مودا" تعني "حديث". ذكر رئيس شركة شيري تشانغ غويبينغ أن أومودا سوف يخدم العملاء الذين يشكلون جزءًا من "نخبة الموضة"، وهي مجموعة من العملاء المهتمين بالموضة والذين يتسمون "بالديناميكية والطليعة والمتمركزين حول الموضة". في بعض الأسواق، يتم وضع أومودا كعلامة تجارية فاخرة مقارنة بعلامة شيري التجارية الأكثر انتشارًا.

## التاريخ
وفي يونيو 2022، تم الإعلان عن قرار فصل عائلة أومودا عن علامة شيري وتأسيسها كعلامة تجارية مستقلة للسوق الروسية. وفقًا لشيري، ستحتل سيارات ماركة أومودا في روسيا الشريحة المتوسطة العليا فوق علامة شيري التجارية، وتحت علامة إكسيد التجارية. وذكرت الشركة أن علامة أومودا ستكون "بديلاً جديرًا" للعلامات التجارية اليابانية والألمانية التي علقت أنشطتها في روسيا. تم طرح منتجها الأول أومودا سي 5 للبيع في روسيا في أكتوبر 2022. اعتبارًا من مايو 2023، ساهم السوق الروسي بنسبة 45 بالمائة من مبيعات أومودا العالمية.

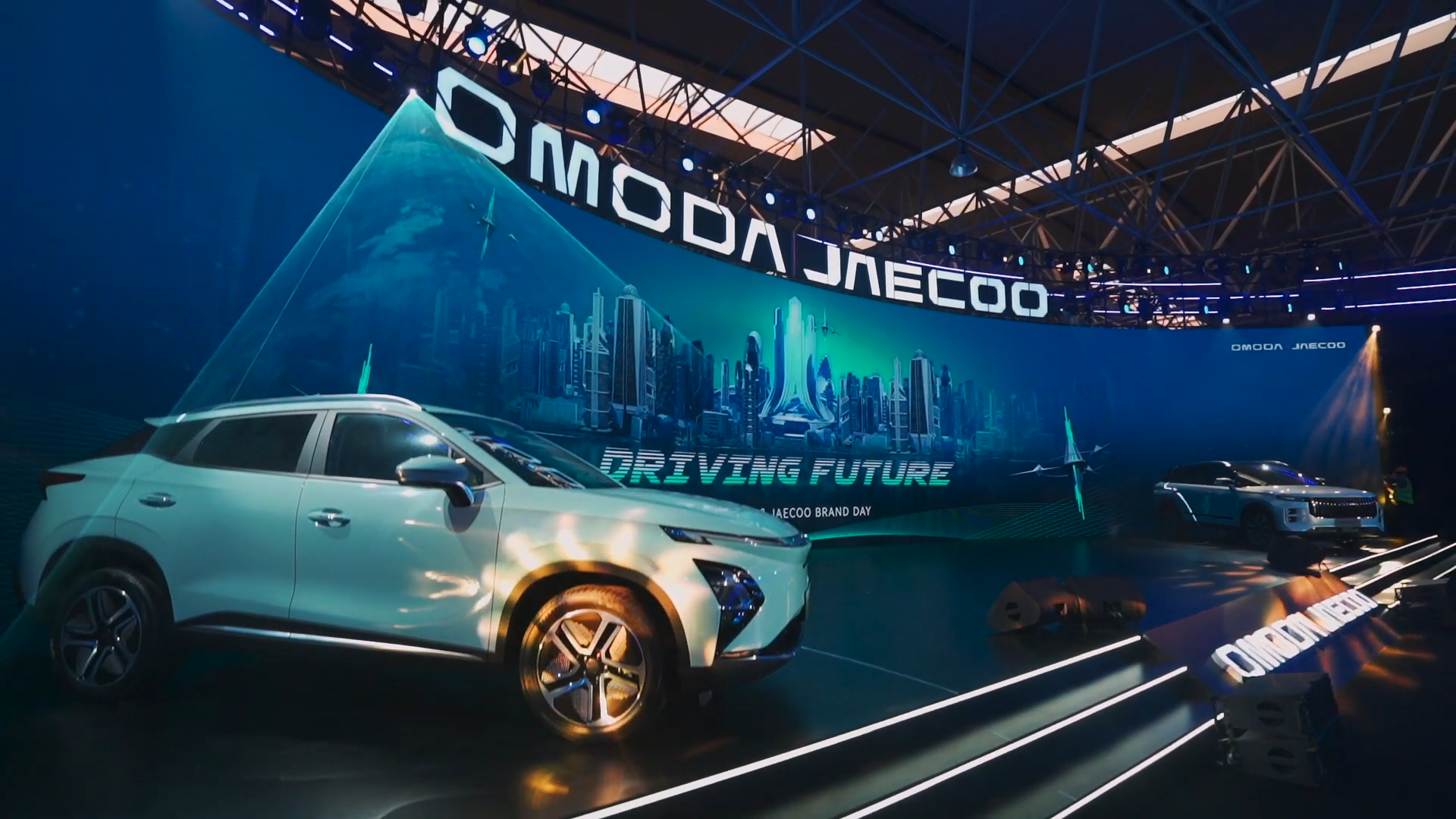
إطلاق العلامة التجارية أومودا وجايكو في ووهو، آنهوي

تم الظهور العالمي الأول لعلامة أومودا في أبريل 2023 في ووهو،آنهوي، الصين، جنبًا إلى جنب مع علامة جايكو. تم استهداف العلامتين التجاريتين مجتمعتين (يشار إليهما باسم العلامات التجارية "أومودا وجايكو") للوصول إلى مبيعات عالمية سنوية تبلغ 1,400,000 وحدة بحلول عام 2030 (لا تشمل الصين). يرأس إدارة علامة أومودا التجارية ستيف إيوم، نائب الرئيس ومدير عام التصميم لشركة شيري في الصين. وفي نفس الشهر، أنشأت شيري شركة منفصلة في الصين تسمى شركة آنهوى أومودا جايكو للسيارات المحدودة كشركة مبيعات.
في أبريل 2023، تم طرح علامة أومودا في جنوب إفريقيا كعلامة تجارية "فاخرة". في حين أن أومودا هي وحدة أعمال منفصلة في السوق، فإن سيارات أومودا التجارية تباع من خلال وكلاء شيري، وبدعم من توريد قطع غيار شيري ودعم العملاء.

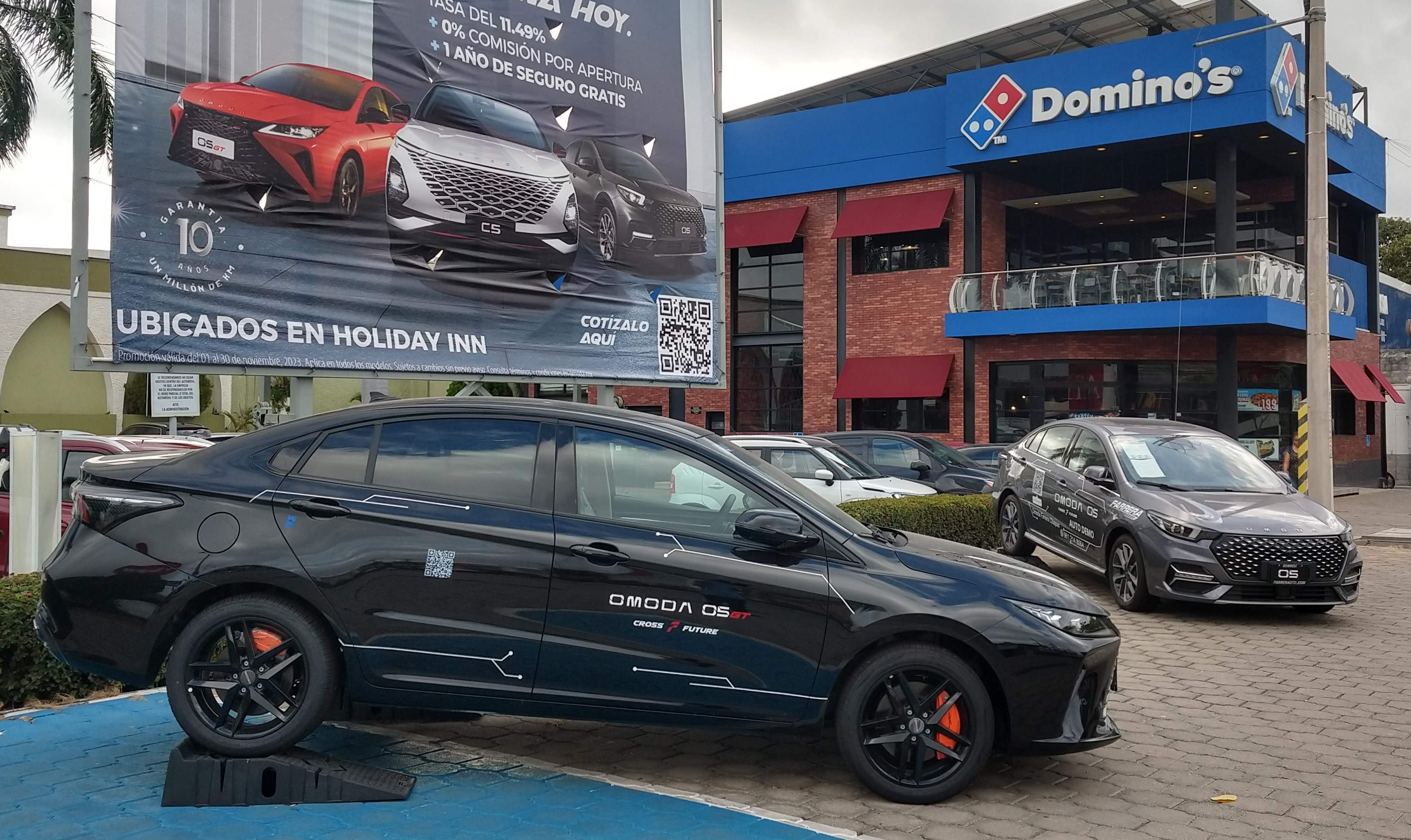
سيارات أومودا في وكالة في المكسيك

في مايو 2023، أصبحت أومودا في المكسيك علامة تجارية مستقلة عن شيري (شيري في المكسيك (بالإنجليزية: Chirey in Mexico)‏)، مما أدى إلى تغيير العلامة التجارية لـ شيري أومودا 5 إلى أومودا سي 5. أعلنت العلامة أيضًا عن الإصدار المخطط لسيارتي أومودا أو 5 وأومودا سي 5 إي في، وستفتح 70 وكيلًا في جميع أنحاء البلاد بالمشاركة مع علامة جايكو التجارية القادمة.
في أبريل 2024، قدمت أومودا "أومودا 7" كأول منتج أومودا مخصص لها في ووهو، آنهوى.

## المنتجات

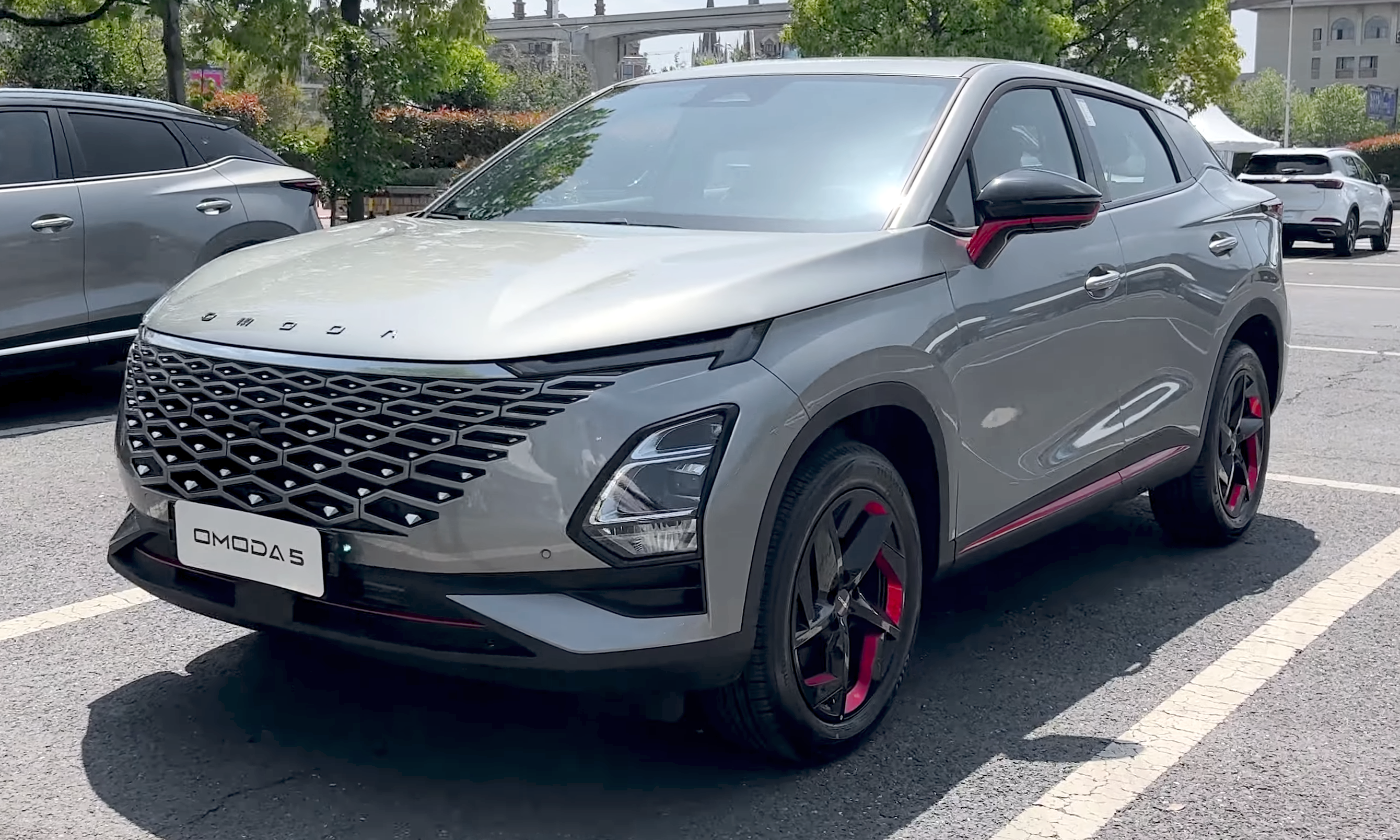
أومودا سي 5

### النماذج الحالية
- أومودا سي 5/5 (2022 إلى الوقت الحاضر)، أعيدت تسميتها شيري أومودا 5
  - أومودا إي 5/سي 5 إي في (2024 إلى الوقت الحاضر)، النسخة الكهربائية من أومودا سي 5/5
- أومودا سي 5/أو 5 (2023 إلى الوقت الحاضر)، أعيدت تسميتها شيري أريزو 5 بلس
- أومودا سي 5/أو 5 جي تي (2023 إلى الوقت الحاضر)، أعيدت تسميتها شيري أريزو 5 جي تي

### النماذج المخطط لها
- أومودا 3[18]
- أومودا 7[19]

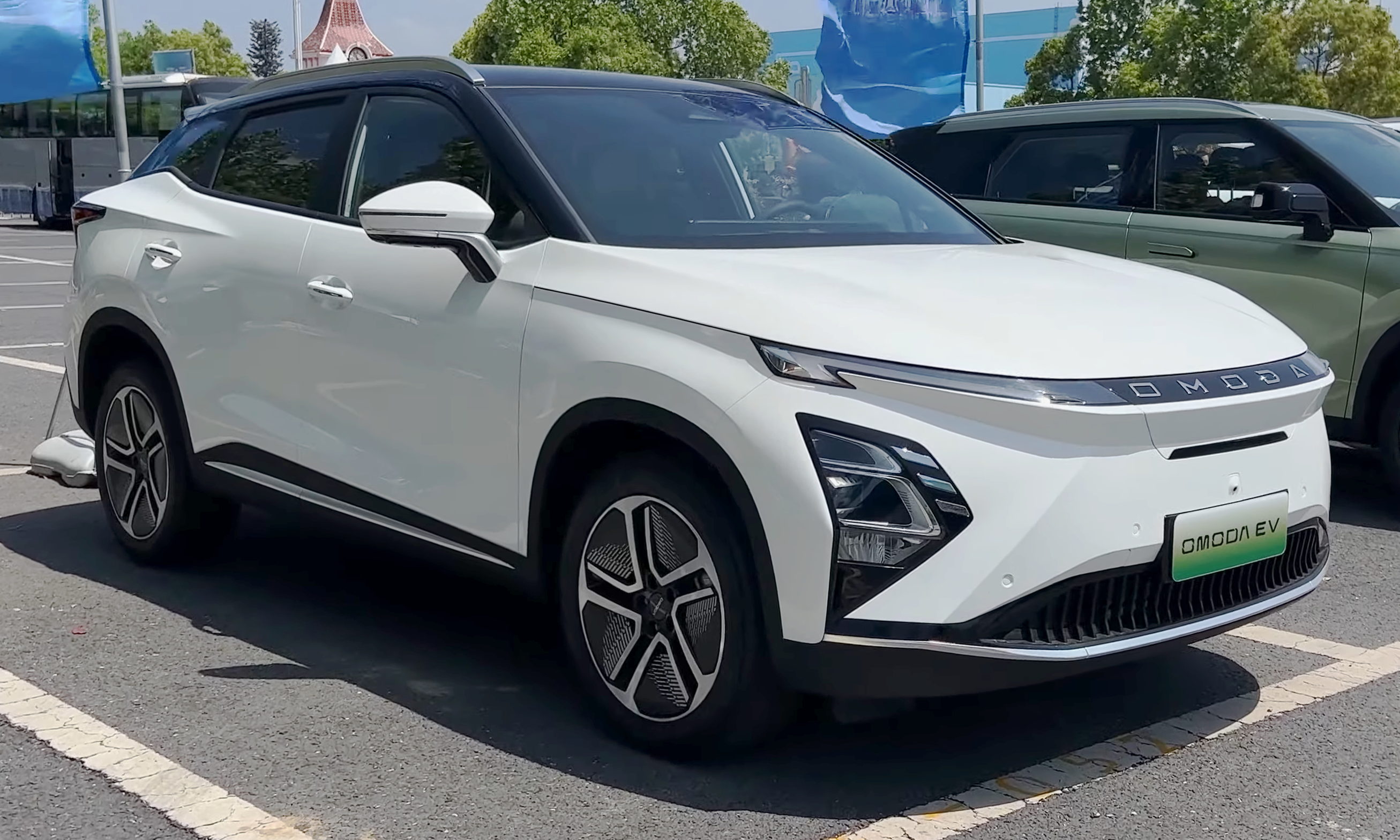
أومودا إي 5

- أومودا سي 9/9 ، تم إعادة تسميتها إكسيد ياوقوانج[20]

## انظر أيضّاً
- جايكو
- جيتور
- إكسيد
- لوكسيد
- أي كار
- كاري للسيارات

## وصلات خارجية
الموقع الرسمي